# Aeropuerto Internacional de Nuakchot

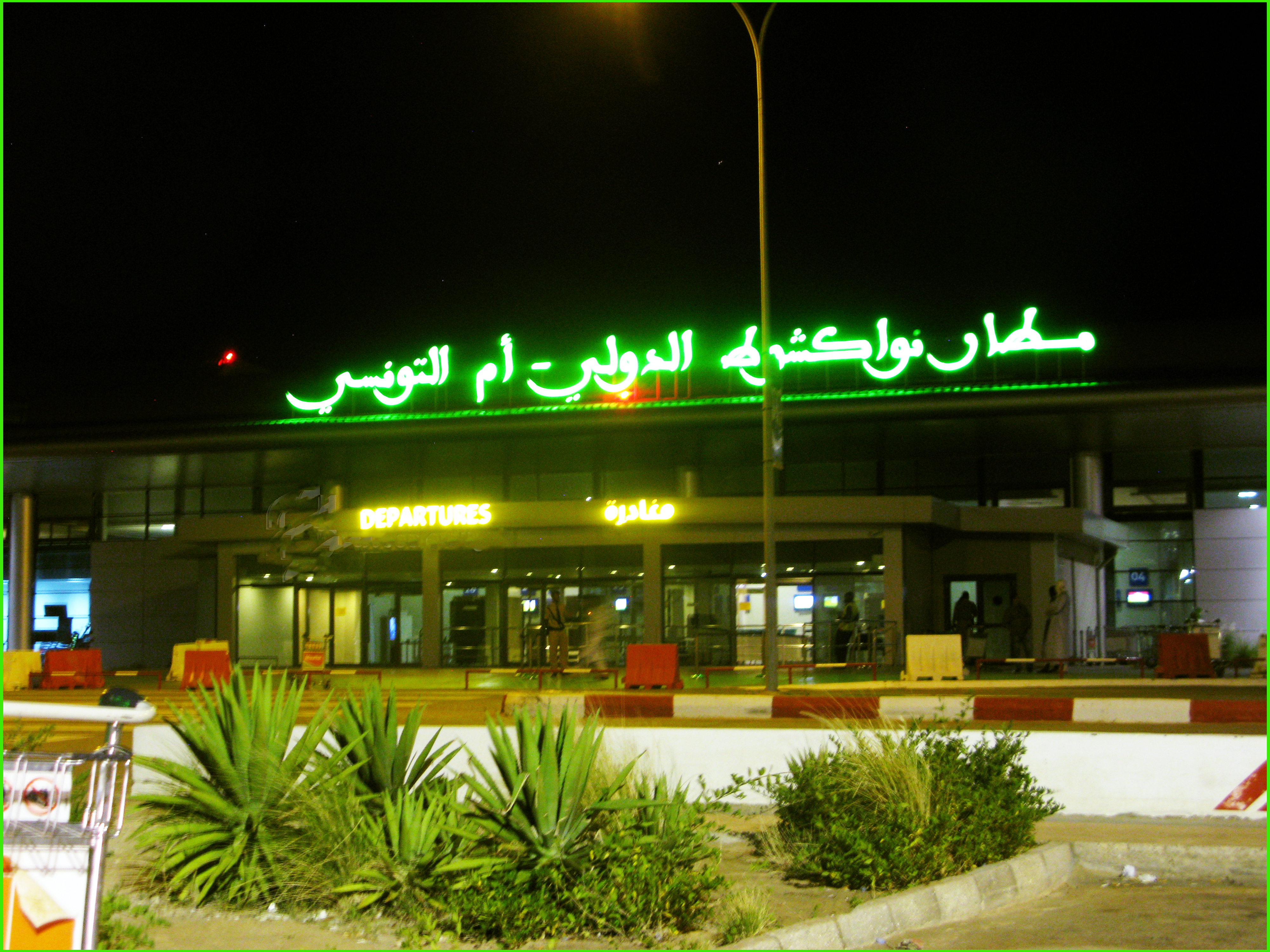
Aeropuerto Internacional de Nuakchot-Ountounsy, Mauritania

El Aeropuerto Internacional de Nuakchot (IATA: NKC, OACI: GQNN) es un aeropuerto ubicado en Nuakchot, capital de Mauritania.

## Aerolíneas y destinos
| Aerolíneas          | Destinos                                  |
| ------------------- | ----------------------------------------- |
| Air Algérie         | Argel                                     |
| Air France          | París                                     |
| Binter Canarias     | Gran Canaria                              |
| Mauritania Airlines | Bámako, Casablanca, Dakar, Nuadibú, Túnez |
| Royal Air Maroc     | Casablanca                                |
| Senegal Airlines    | Dakar                                     |
| Tunisair            | Túnez                                     |